# Zhushi (sockenhuvudort i Kina, Henan Sheng, lat 33,06, long 113,89)
Zhushi är en sockenhuvudort i Kina. Den ligger i provinsen Henan, i den centrala delen av landet, omkring 190 kilometer söder om provinshuvudstaden Zhengzhou. Antalet invånare är 33 183. Befolkningen består av 16 125 kvinnor och 17 058 män. Barn under 15 år utgör 20,0 %, vuxna 15-64 år 69 %, och äldre över 65 år 9,0 %.
Runt Zhushi är det tätbefolkat, med 319 invånare per kvadratkilometer. Närmaste större samhälle är Zhumadian, 15,9 km sydost om Zhushi. Trakten runt Zhushi består till största delen av jordbruksmark.
Genomsnittlig årsnederbörd är 968 millimeter. Den regnigaste månaden är juli, med i genomsnitt 178 mm nederbörd, och den torraste är januari, med 9 mm nederbörd.